# Escut d'Avinyó

Escut oficial d'Avinyó

L'escut d'Avinyó representa els símbols tradicionals del municipi d'Avinyó (Bages): una creu juntament amb l'alfa i l'omega que simbolitzen Crist com l'origen i el final de tot; i el raïm com a element parlant que al·ludeix al nom del poble en una etimologia popular, que deriva Avinyó de "vinya".

## Escut heràldic
L'escut té el següent blasonament oficial:
| « | Escut caironat: de sinople, una creu llatina patent amb el peu agusat d'or de l'extrem dels braços de la qual pengen una Alfa al destre i una Omega al sinistra ambdues d'or, acostades de dos raïms d'or al seu peu. Per timbre una corona mural de poble. | » |

Va ser aprovat el 2 de juliol de 1997 i publicat al DOGC el 23 de juliol del mateix any amb el número 2439. Tot i que la vinya té una llarga tradició a Avinyó, el topònim prové del cognom llatí Avennius i no de Avinione que seria un «lloc de vinyes», però s'utilitza com a senyal parlant.

## Bandera d'Avinyó
La bandera d'Avinyó té la següent descripció oficial:
| « | Bandera apaïsada, de proporcions dos d'alt per tres d'ample, verda, amb una creu patent escandinava i agusada en el vol, groga, amb braços d'amplada, a la seva part més estreta, d'1/6 de l'alt de la bandera. | » |

Va ser aprovada el 23 de desembre de 1997 i publicada en el DOGC el 13 de gener de 1998 amb el número 2555.